# Grassalkovich Antal (koronaőr)

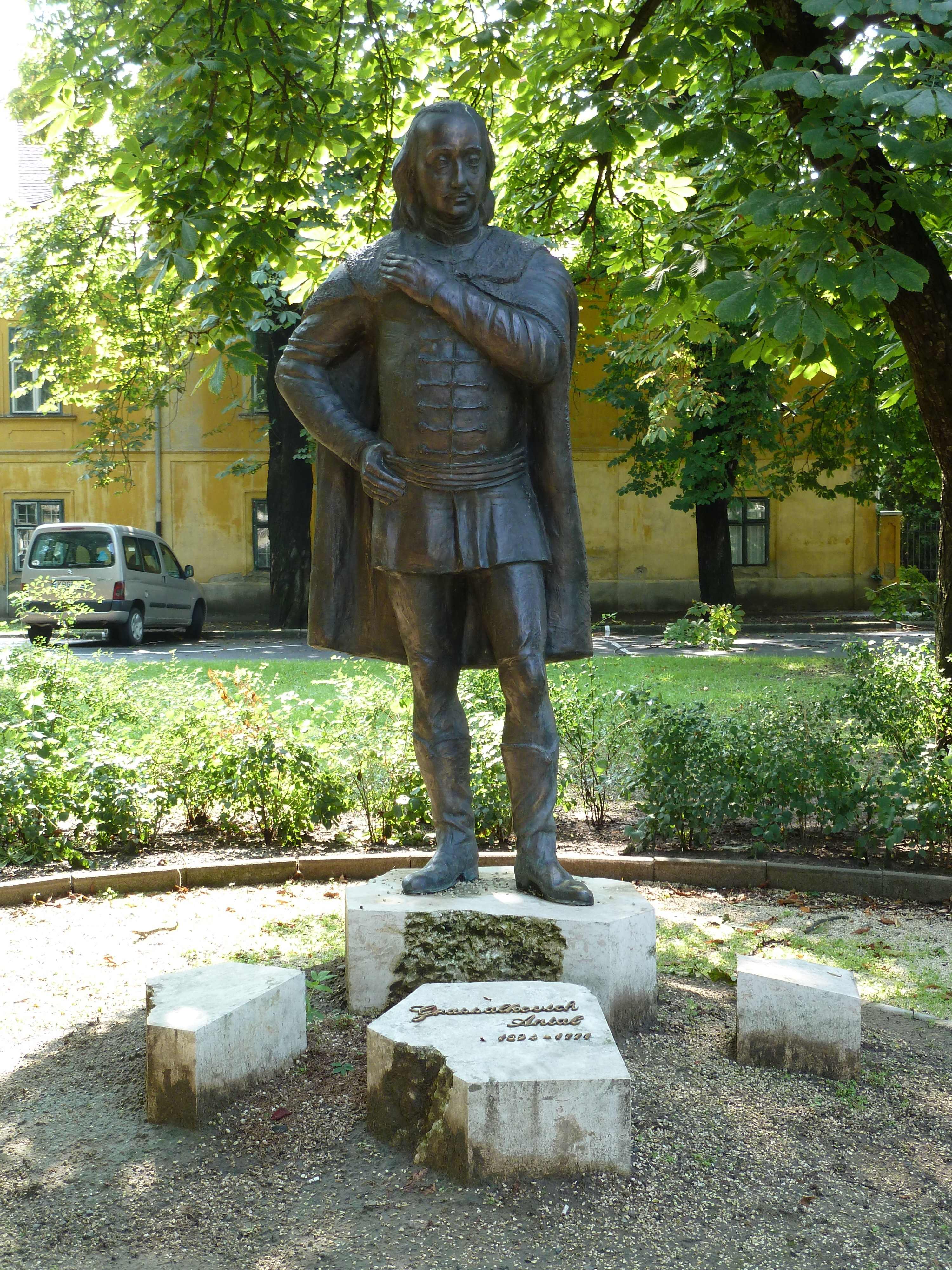
Szobra Hatvan főterén

Gróf, korábban báró Grassalkovich Antal, vagy Grassalkovich I. Antal (Ürmény, 1694. március 6. – Gödöllő, 1771. december 1.) királyi személynök, kamaraelnök, Mária Terézia királynő bizalmasa.
Nevéhez fűződik a Grassalkovich-kastély_(Pozsony) megépíttetése is, amely később az elnöki hivatal székhelye lett, és ma is az államfő hivatalos rezidenciájaként szolgál.

## Élete
Grassalkovich Antal a Nyitra vármegyében fekvő Ürményben született, szerény köznemesi család sarjaként. Édesapja gyaraki nemes Grassalkovich János, édesanyja egresdi nemes Egresdy Zsuzsanna volt; a négy testvér közül Antal volt a második, egyben a család egyetlen fiúgyermeke. 1705–1711 között a nyitrai piaristáknál végezte tanulmányait egy év kivételével, amikor is a jezsuiták oktatták. 1715-ben ügyvédi vizsgát tett. Jogi tanulmányai végeztével fényes hivatalnoki karriert futott be. 1716. november 29-én a Magyar Királyi Udvari Kamara kinevezte budai kerületéhez ügyvédnek Budára. 1720-ban királyi jogügyi igazgató, 1724-től udvari tanácsos, 1727-től az Újszerzeményi Bizottság (Neoacquistica Commissio) elnöke. 1731-től 1748-ig személynök, 1748-tól kamaraelnök volt. 1736-ban bárói, majd 1743-ban grófi rangot kapott. 1751-től koronaőr. Később valóságos belső titkos tanácsos és főlovászmester lett.

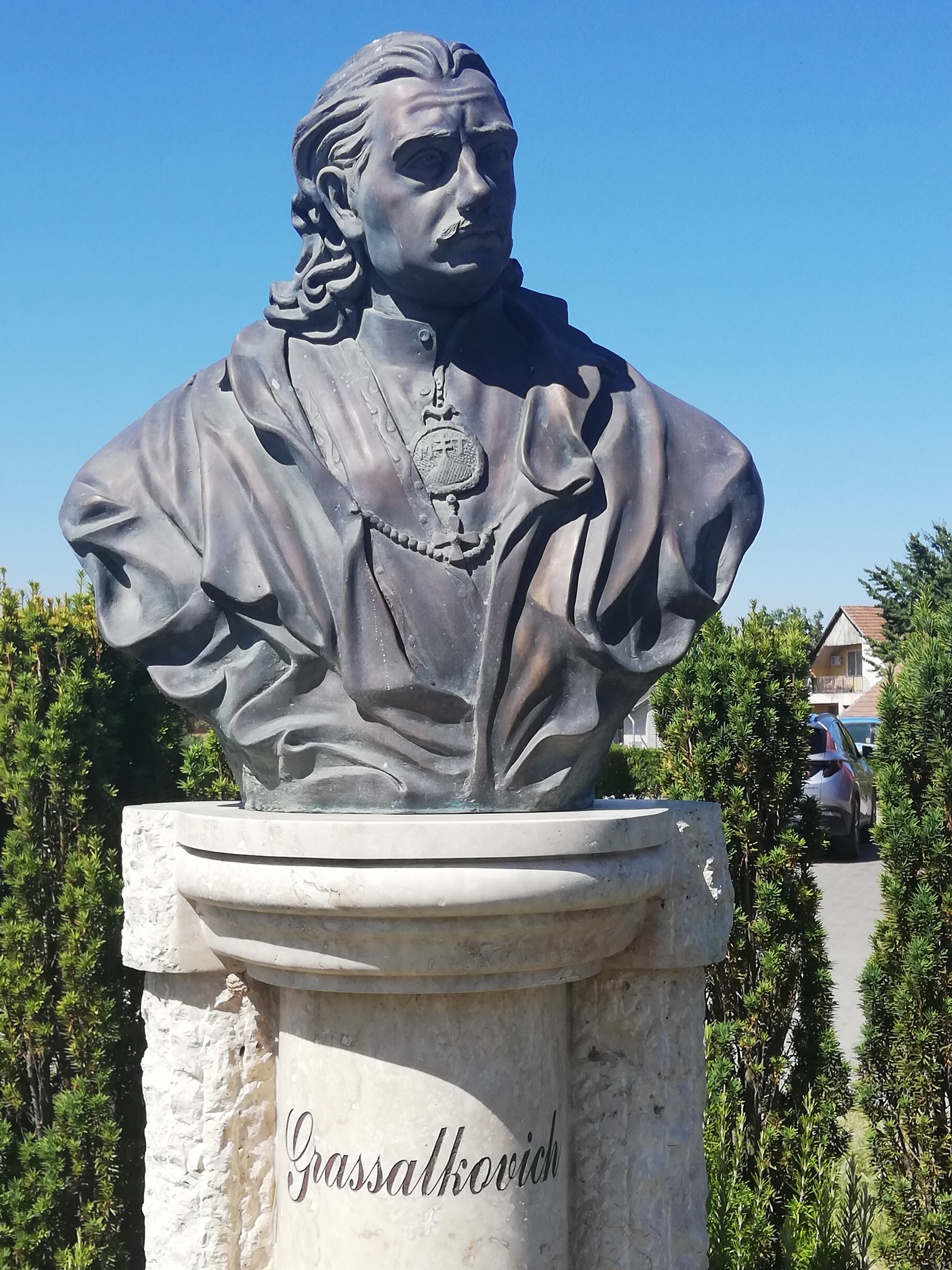
Mellszobra az általa betelepített Újhartyánban, a nevét viselő téren

Hatalmas birtokokat szerzett a Duna–Tisza közén (Gödöllő, Hatvan, Bag, Baja ) és a mai Budapest területén (Szentlőrinc puszta, Kispest). Az 1741-es országgyűlésen közreműködött abban, hogy a rendek megszavazták a katonai segítséget Mária Teréziának, valamint Lotaringiai Ferencet elismerték kormányzótársnak. Grassalkovich Arad, majd Nógrád vármegye főispánja is volt. Birtokain jelentős mértékben előmozdította a magyarországi német betelepítést. Gödöllőn és Hatvanban kastélyt, Máriabesnyőn zárdát építtetett. Gödöllői és hatvani uradalmaiból mintagazdaságokat alakított ki. Központi birtokán volt uradalmi ügyész Kelemen László.

### Házasságai és gyermekei

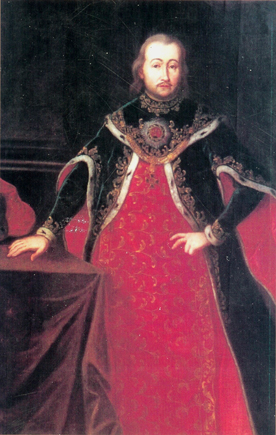
A gróf 1760 körül

Háromszor nősült. Először 1722. június 2-án lépett frigyre Lángh Ádám és Fejér Borbála leányával, Erzsébettel (1693–1729). Az asszony hét évvel az esküvőt követően elhalálozott, nem ajándékozta meg férjét gyermekkel. A gróf másodjára nemesi sorból származó leányt vett el; Eperjesen 1731. december 31-én klobusici és zétényi báró Klobusiczky Krisztinát (1712–1738) vezette oltár elé, akitől hat gyermeke született. 1738-ban Krisztina grófné elhunyt, özvegy férje sokáig gyászolta, csak 14 év múlva nősült újra, ekkor elhalt feleségének nővérét, klobusici és zétényi báró Klobusiczky Teréziát (1709–1781), Forgách Ferenc gróf gyermektelen özvegyét vette el 1752. február 9-én Pesten. Terézia nevelte elhunyt húga gyermekeit. Grassalkovich pedig e harmadik házasság révén megszerezte az örökös nélkül kihalt Forgách-ág vagyonát.
Grassalkovich Antal grófnak összesen hat gyermeke született, mindegyikük a második házasságból származott. A gyermekek közül öt érte meg a felnőttkort; a második fiú, Ignác alig egy esztendősen elhalálozott:
- Franciska (Pest, 1732. november 10. – 1779), trakostyáni gróf Draskovich János felesége
- II. Antal (Pest, 1734. augusztus 24. – Bécs, 1794. május 6.), kamarai tanácsos, Bodrog és Zólyom vármegyék főispánja, neje herceg Esterházy Anna-Mária (1739–1820)
- Klára (Bécs, 1735. augusztus 19. – Győr, 1803. június 9.), galántai gróf Esterházy Gábor felesége, egyetlen gyermekük János (1758–1804), akinek a felesége Högel Erzsébet volt
- Anna Mária (Pest, 1736. szeptember 17. – Bécs, 1806. május 10.), hallerkői gróf Haller Gábor felesége
- Ignác (Pest, 1737. augusztus 11. – Pest, 1738. október 6.)
- Terézia Ilona (Pest, 1738. augusztus 13. – Pest, 1769. január 6.), gimesi és gácsi gróf Forgách János felesége.